# Кебба, Мифта Мохаммед
Мифта Мохаммед Кебба (араб. مفتاح محمد كعيبة‎, род. в 1942 году) — генеральный секретарь всеобщего народного конгресса Ливии и формальный глава государства с 3 марта 2008 года по 5 марта 2009 года, до этого в 1980-е годы секретарь по юстиции. Стал главой государства вместо Зентани Мохаммеда аз-Зентани в результате реформы высших органов власти, которую провёл Муаммар Каддафи.